# Chemische Fabrik Eisenbüttel

Die Fabrik 1899

Die Chemische Fabrik Eisenbüttel war ein Unternehmen zur Herstellung chemischer, petrochemischer und pharmazeutischer Produkte in Braunschweig. Es wurde im Jahr 1871 gegründet und stellte um 1952 seinen Betrieb ein. 

## Unternehmensgeschichte
Ihren Namen erhielt die 1871 gegründete Chemische Fabrik Eisenbüttel nach der Ortschaft Eisenbüttel, die im 19. Jahrhundert in der Kernstadt Braunschweigs aufging. In den folgenden Jahrzehnten firmierte das Unternehmen zeitweise mit dem Namenszusatz des jeweiligen Besitzers, z. B. von 1893 bis 1898 als Chem. Fabr. Eisenbüttel, Dr. Reuß & Comp. und als Chem. Fabr. Eisenbüttel, A. G. Lübeck & Comp. (von 1898 bis 1928).
Die Chemische Fabrik Eisenbüttel konzentrierte sich zunächst auf die Produktion von Glycerin, Benzin, Teerprodukten, Essigsäure und essigsauren Salzen. Im Jahr 1873 gehörte die Firma bereits zu den Ausstellern der Wiener Weltausstellung. Zu jenem Zeitpunkt produzierte sie jährlich mit 63 Mitarbeitern etwa 60.000 Zentner (3.000 t) ihrer Erzeugnisse, von denen sie 50 % auf dem Gebiet des damaligen Deutschen Reichs absetzte.
In den 1880er Jahren weitete das Unternehmen seine Produktpalette auf die Herstellung chemischer und pharmazeutischer Produkte aus.
Während des Zweiten Weltkriegs wurde in dem Braunschweiger Betrieb ein „Zivilarbeiterlager“ eingerichtet, in dem Zwangsarbeiter aus den von deutschen Truppen besetzten Ländern eingesetzt wurden. Durch Bombenangriffe wurden die Betriebsanlagen nahezu vollständig zerstört, da größere Vorratstanks mit Benzin- und Paraffinbeständen in Brand gerieten.
Um 1952 stellte die Firma ihren Betrieb ein. Im Dezember 1957 wurden auf ihrem ehemaligen Betriebsgelände Schornstein und weitere Gebäudeteile abgerissen, um Platz für die Ansiedlung der Konservenfabrik Reichert und Heinemeyer zu schaffen. Heute befindet sich auf dem Gelände an der heutigen Alten Frankfurter Straße in Braunschweig der Betrieb der AURO Pflanzenchemie AG.

## Produkte
1873 lieferte eine neue Destillationsanlage 30.000 Zentner (1500 Jato) Reinglycerin. Ebenfalls für die Lebensmittelindustrie produzierte man zu dieser Zeit die bekannten „Eisenbütteler Essig-Essenzen“.

### Conservesalz Eisenbüttel
Am 28. Mai 1880 wurde ein konservierendes Salz auf Basis von Borsäure, Natriumphosphat, Nitratsalzen und Natriumchlorid zum Patent angemeldet und unter dem Handelsnamen „Conservesalz Eisenbüttel“ an die Lebensmittelindustrie vertrieben.

### Sapocarbol
Eine entscheidende Entwicklung gelang J. Schenkel 1884 auf dem Gebiet der Desinfektionsmittel.  Durch Lösen von Teerölbestandteilen in Alkaliseifen konnten die ersten wasserlöslichen Desinfektionsmittel hergestellt und unter dem Handelsnamen „Sapocarbol“ vermarktet werden. Dies blieb jedoch bis zur Offenlegung eines inhaltlich sehr ähnlichen Patents 1890 von W. Dammann weitgehend unbekannt und so konnte die Firma Schülke & Mayr in Hamburg das Dammann-Patent für das weltweit bekannte Desinfektionsmittel „Lysol“ nutzen. Wegen seiner insektiziden Wirkung wurde Sapocarbol I daneben auch als Pflanzenschutzmittel gegen Blutläuse eingesetzt.

### Petroleumbenzin und Paraffinprodukte

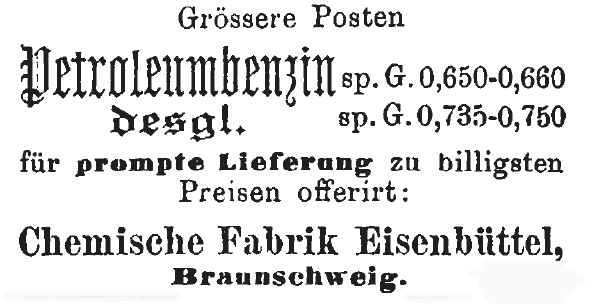
Chemiker-Zeitung. IX, Nr. 26, 1885, S. 476

Das Unternehmen stellte zunächst Petroleumbenzin und andere Erdölfraktionen als Reinigungs- und Lösungsmittel her. 1890 schloss sich das Unternehmen mit weiteren Raffinerien zum Benzinsyndikat der „Vereinigten Benzinfabriken GmbH“ (Bremen) zusammen, dem damals die meisten deutschen „Benzinfabriken“ angehörten. 1904 beteiligte sich hieran die amerikanische Standard Oil Company und es wurde die Deutsch-Amerikanische Petroleum Gesellschaft mit Sitz in Hamburg gegründet.
Mit der einsetzenden Motorisierung im Verkehrswesen wurde Benzin hauptsächlich als Kraftstoff produziert. Das Benzinsyndikat produzierte im Jahr 1910 etwa 35 % des deutschen Benzinbedarfs von 150.000 t. Zur Herstellung der Kraftstoffe betrieb die Chemische Fabrik Eisenbüttel bereits vor 1914 kontinuierlich arbeitende Raffinationsanlagen.
Nach der weitgehenden Zerstörung der Produktionsanlagen durch Bombenangriffe während des Zweiten Weltkriegs beschränkte sich das Unternehmen auf den Vertrieb von Paraffinprodukten für die Kerzenindustrie.